# Lucembursko na Letních olympijských hrách 1920
Lucembursko se účastnilo Letní olympiády 1920 v belgických Antverpách. Zastupovalo ho 25 mužů v 6 sportech.

## Medailisté
| Medaile | Jméno     | Sport    | Soutěž                   |
| ------- | --------- | -------- | ------------------------ |
| Stříbro | Jos Alzin | Vzpírání | muži těžká váha +82,5 kg |